# 傅允
傅允（1434年—？），字克誠，河南開封府儀封縣人，明朝政治人物。同進士出身。

## 生平
景泰七年（1456年）丙子科河南鄉試第四十九名。天順八年（1464年）甲申科會試第二百十七名，殿試登進士第三甲第六十一名。累官四川布政使司左參政。

## 家族
曾祖傅貴。祖父傅守信。父傅廷美。